# Брайън Глоувър
Брайън Глоувър (на английски: Brian Glover) е британски актьор.
Глоувър е бил професионален борец много години, носещ сценичното име „Леон Арас – мъжът от Париж“. Освен борбата е и учител по английски език и френски език, преди да започне кариера на актьор.
Играе на сцената на „Британския кралски театър“, където изиграва много роли, между които на „Дон Кихот“ и „Сейнт Джон“.
Участва във филмите – „Американски върколак в Лондон“, „Пришълци³“ и други.
Умира в болница в Лондон на 21 юли 1997 година от рак на мозъка.